# Regions Morgan Keegan Championships and the Cellular South Cup 2010 - Qualificazioni singolare femminile
Le qualificazioni del singolare femminile del Regions Morgan Keegan Championships and the Cellular South Cup 2010 sono state un torneo di tennis preliminare per accedere alla fase finale della manifestazione. I vincitori dell'ultimo turno sono entrati di diritto nel tabellone principale. In caso di ritiro di uno o più giocatori aventi diritto a questi sono subentrati i lucky loser, ossia i giocatori che hanno perso nell'ultimo turno ma che avevano una classifica più alta rispetto agli altri partecipanti che avevano comunque perso nel turno finale.
Le qualificazioni del Regions Morgan Keegan Championships and the Cellular South Cup  2010 prevedevano 16 partecipanti di cui 4 sono entrati nel tabellone principale.

## Teste di serie
1. Sofia Arvidsson (Qualificata)
2. Valérie Tétreault (Qualificata)
3. Alexa Glatch (Qualificata)
4. Eléni Daniilídou (primo turno)

1. Angela Haynes (ultimo turno)
2. Rebecca Marino (ultimo turno)
3. Yulia Fedossova (ultimo turno)
4. Madison Brengle (Qualificata)

## Qualificati
1. Sofia Arvidsson
2. V Tétreault

1. Alexa Glatch
2. Madison Brengle

## Tabellone

### Legenda
| - Q = Qualificato - WC = Wild card - LL = Lucky loser | - ALT = Alternate - SE = Special Exempt - PR = Protected Ranking | - w/o = Walkover - r = Ritirato - d = Squalificato |

### Sezione 1
|  | Primo turno | Primo turno     | Primo turno     | Primo turno | Primo turno |  |  | Ultimo turno | Ultimo turno    | Ultimo turno    | Ultimo turno | Ultimo turno |  |
|  |             |                 |                 |             |             |  |  |              |                 |                 |              |              |  |
|  | 1           | Sofia Arvidsson | Sofia Arvidsson | 6           | 6           |  |  |              |                 |                 |              |              |  |
|  |             | Ashley Murdock  | Ashley Murdock  | 2           | 1           |  |  | 1            | Sofia Arvidsson | Sofia Arvidsson | 6            | 6            |  |
|  | 5           | Angela Haynes   | Angela Haynes   | 6           | 6           |  |  | 5            | Angela Haynes   | Angela Haynes   | 0            | 4            |  |
|  |             | C Harrison      | C Harrison      | 3           | 3           |  |  |              |                 |                 |              |              |  |

### Sezione 2
|  | Primo turno | Primo turno    | Primo turno    | Primo turno | Primo turno |  |  | Ultimo turno | Ultimo turno   | Ultimo turno   | Ultimo turno | Ultimo turno |  |
|  |             |                |                |             |             |  |  |              |                |                |              |              |  |
|  | 2           | V Tétreault    | 6              | 4           | 6           |  |  |              |                |                |              |              |  |
|  |             | S Beltrame     | 4              | 6           | 2           |  |  | 2            | V Tétreault    | V Tétreault    | 6            | 6            |  |
|  | 6           | Rebecca Marino | Rebecca Marino | 6           | 6           |  |  | 6            | Rebecca Marino | Rebecca Marino | 2            | 4            |  |
|  |             | Victoria Duval | Victoria Duval | 0           | 1           |  |  |              |                |                |              |              |  |

### Sezione 3
|  | Primo turno | Primo turno     | Primo turno     | Primo turno | Primo turno |  |  | Ultimo turno | Ultimo turno    | Ultimo turno | Ultimo turno | Ultimo turno |  |
|  |             |                 |                 |             |             |  |  |              |                 |              |              |              |  |
|  | 3           | Alexa Glatch    | 3               | 6           | 6           |  |  |              |                 |              |              |              |  |
|  |             | L Lee-Waters    | 6               | 3           | 3           |  |  | 3            | Alexa Glatch    | 6            | 2            | 6            |  |
|  | 7           | Yulia Fedossova | Yulia Fedossova | 6           | 6           |  |  | 7            | Yulia Fedossova | 4            | 6            | 4            |  |
|  |             | A Anghelescu    | A Anghelescu    | 0           | 4           |  |  |              |                 |              |              |              |  |

### Sezione 4
|  | Primo turno | Primo turno      | Primo turno      | Primo turno      | Primo turno |  |  | Ultimo turno | Ultimo turno     | Ultimo turno     | Ultimo turno | Ultimo turno |  |
|  |             |                  |                  |                  |             |  |  |              |                  |                  |              |              |  |
|  |             | Krista Hardebeck | Krista Hardebeck | Krista Hardebeck | W-O         |  |  |              |                  |                  |              |              |  |
|  | 4           | Eléni Daniilídou | Eléni Daniilídou | Eléni Daniilídou |             |  |  |              | Krista Hardebeck | Krista Hardebeck | 1            | 63           |  |
|  | 8           | Madison Brengle  | Madison Brengle  | 6                | 6           |  |  | 8            | Madison Brengle  | Madison Brengle  | 6            | 7            |  |
|  |             | Ksenija Lykina   | Ksenija Lykina   | 2                | 3           |  |  |              |                  |                  |              |              |  |